# Junkers J 1

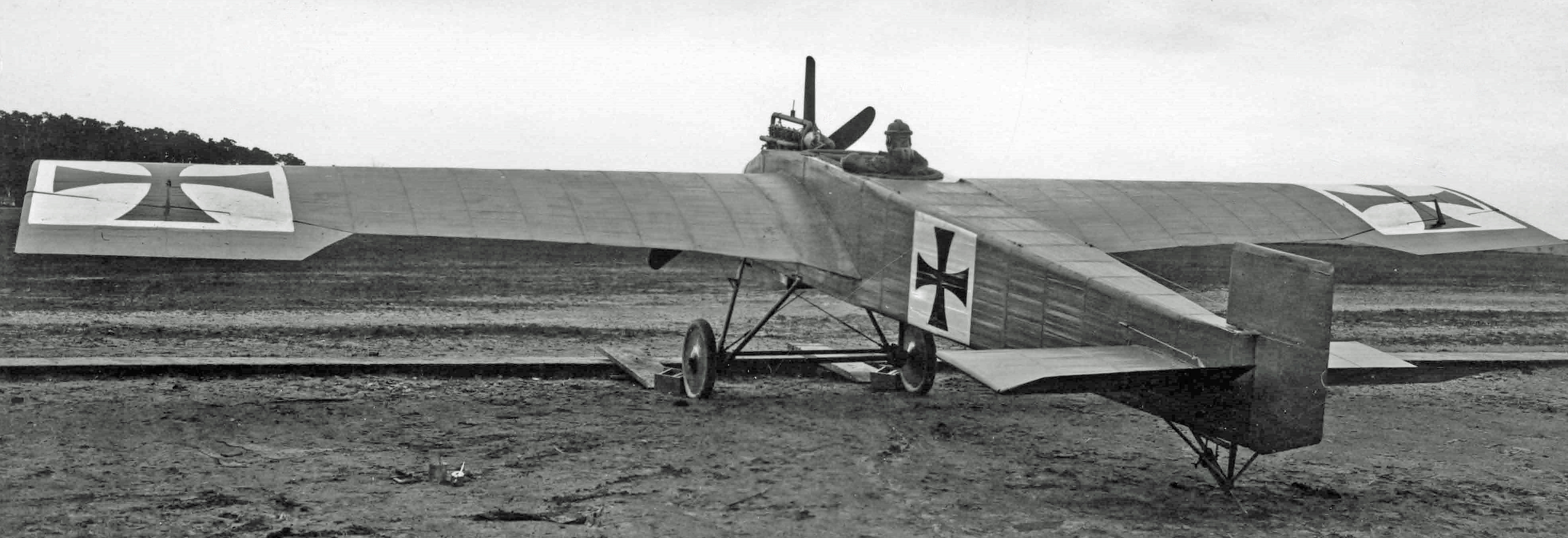
Junkers J 1 Rückansicht

Die Junkers J 1 war das erste verspannungslose (freitragende) flugfähige Ganzmetallflugzeug der Welt. Bei der als einsitziger Mitteldecker ausgelegten Konstruktion setzte Hugo Junkers zum ersten Male die Konzepte eines idealen Tragwerks um; eine freitragende, unverspannte, dicke Tragfläche zur Aufnahme von nicht Auftrieb erzeugenden Teilen. Das Konzept hatte er 1910 in seinem Patent Nr. 253788, dem später sogenannten Nurflügelpatent dargelegt.

## Geschichte
Es gelang Hugo Junkers mit seinem Stab von 15 Mitarbeitern und trotz der damals unvollkommenen Schweißtechnik, am 12. Dezember 1915 nach nur drei Monaten Bauzeit dieses revolutionäre neue Konzept auf dem Flugplatz Döberitz zum Erstflug zu bringen. Pilot des Erstflugs war Leutnant Friedrich von Mallinckrodt. Bei der Landung wurde das Flugzeug jedoch beschädigt. Nach der Reparatur wurden im Januar 1916 noch drei weitere Testflüge durchgeführt. Die Flüge wiesen die praktische Umsetzbarkeit und Flugtauglichkeit des Ganzmetallkonzepts nach und zeigten, dass die J 1 eine relativ schnelle Maschine war. Mit dem gemessen am hohen Gewicht relativ schwachen Motor war die Steigleistung jedoch nicht akzeptabel.
Das einzige Exemplar wurde 1926 dem Deutschen Museum in München übergeben, wo es 1944 durch einen der Luftangriffe auf München zerstört wurde.
Ab 2015 entstand im Hugo-Junkers-Technikmuseum in Dessau ein mit Crowdfunding finanzierter originalgetreuer Nachbau dieses Pionierflugzeugs im Maßstab 1:1, der seit Frühjahr 2021 in dessen Ausstellungshalle präsentiert wird.

## Konstruktion
Das mit 0,1–0,2 mm starkem Stahlblech beplankte Flugzeug war zu schwer (937 kg Leermasse gegenüber 400 kg für die Fokker E-III), weswegen die Inspektion der Fliegertruppe keinen Bauauftrag erteilte. Allerdings erteilte man einen erneuten Versuchsauftrag für eine verbesserte Ausführung, der zur Junkers J 2 führte. Es war auch das erste Flugzeug, bei dem Wellbleche eingesetzt wurde; im Tragflächeninneren ergab sich damit eine höhere Steifigkeit.
Eine weitere in der J 1 verwirklichte Innovation war der patentierte Junkers-Düsenkühler, der aus der thermischen Energie des Kühlwassers zusätzlichen Schub gewann.

## Technische Daten

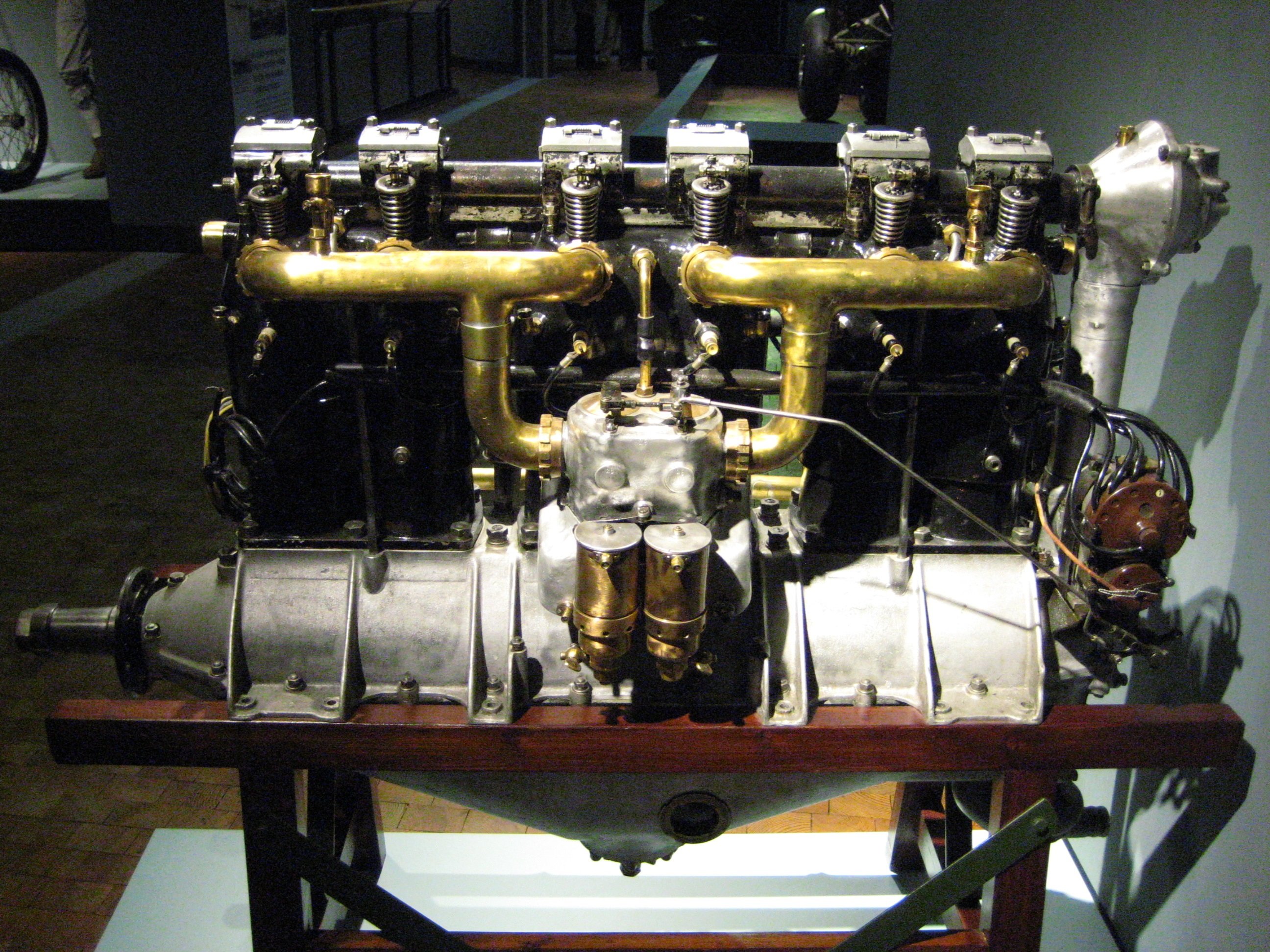
Daimler D II

| Kenngröße             | Daten                                                                         |
| --------------------- | ----------------------------------------------------------------------------- |
| Besatzung             | 1                                                                             |
| Länge                 | 8,62 m                                                                        |
| Spannweite            | 12,95 m                                                                       |
| Höhe                  | 3,11 m                                                                        |
| Flügelfläche          | 24,60 m²                                                                      |
| Flügelstreckung       | 6,8                                                                           |
| Flächenbelastung      | 4,75 kg/m²                                                                    |
| Rüstmasse             | 937 kg                                                                        |
| Nutzmasse             | 233 kg                                                                        |
| Gesamtmasse           | 1170 kg                                                                       |
| Antrieb               | 1 × 6-Zylinder-Reihenmotor Daimler D II mit 120 PS (ca. 90 kW) bei 1400 min−1 |
| Höchstgeschwindigkeit | 170 km/h in Meereshöhe                                                        |
| normale Reichweite    | 230 km                                                                        |
| Steigzeit auf 2000 m  | 32 min                                                                        |